# 徐勤先
徐 勤先（じょ きんせん、1935年8月 ‐ 2021年1月8日）は、中華人民共和国の軍人。中国人民解放軍少将。

## 生涯
山東省萊州市出身。天安門事件当時、人民解放軍大将を務めた徐海東は父親であると噂されたが、実際は農家出身である。1950年に朝鮮戦争の志願兵に入隊を試みたが年齢を理由に拒否されたものの、血判書を書いてようやく入隊が認められる。1984年には華北軍事大演習の指揮者の1人となった。1987年から第38集団軍の軍長（司令官）。中将。
1989年5月19日、北京市内に戒厳令が布告されると、入院していた彼に中央軍事委員会から北京市内に進軍するよう命令が下ったが、「人民に武器を向ける事は出来ない」と署名を拒否して軍長を解任され、軟禁状態に置かれた。天安門事件の後に党籍を剥奪され、軍事裁判で禁固5年の刑を受け、秦城監獄に収監された。
その後処刑説、病死説などがあったが、2011年2月、香港のリンゴ日報の取材で当時の行動を後悔していないことを語った。副軍（副司令官）級の年金が支給されており、「生活は中々良い」と述べている。
出所後は当局から手配された河北省石家荘市で暮らしていた。2021年1月8日に死去した。85歳没。